# Ketuvim

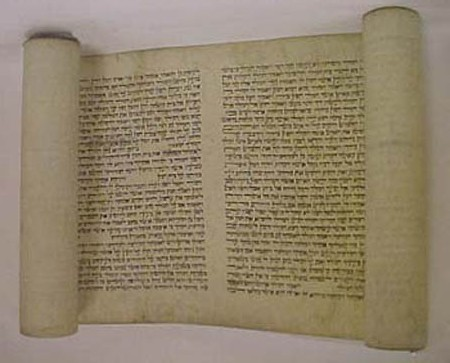
Pergaminho

Ketuvim, é a terceira e última seção do Tanakh (a Bíblia hebraica), depois do Torah e do Nevi'im. No hebraico, a palavra כתובים (ketuvim) significa "escritos". Nas traduções da Bíblia Hebraica, esta secção é normalmente intitulado "Escritos". Na tradição judaica textual, os livros das crônicas são contado como um livro. Esdras e Neemias também são contados como um único livro chamado "Esdras". Assim, existe um total de onze livros na seção denominada Ketuvim (veja a enumeração na lista de livros abaixo).

## Ordem dos livros no Ketuvim
A lista seguinte apresenta os livros de 'Ketuvim', na ordem em que aparecem na maioria das edições impressas.
Grupo I: Os Três Livros Poéticos (Sifrei Emet)
- 1. Tehillim (Salmos) תהלים
- 2. Mishlei (Provérbios) משלי
- 3. `Iyyov (Jó) איוב

Grupo II: Os cinco rolos (Hamesh Megillot)
- 4. Shir ha-Shirim (Cântico dos Cânticos) ou (Cantares) שיר השירים (Passover)
- 5. Rute (Rute) רות (Shavuot)
- 6. Eikhah (Lamentações) איכה (Tishá b'Av)  [Também chamado de Kinnot em hebraico.]
- 7. Kohelet (Eclesiastes) קהלת (Sukkot)
- 8. Ester (Ester) אסתר (Purim)

Grupo III: Outros livros históricos
- 9. Daniel (Daniel) דניאל
- 10. Ezra (Esdras-Neemias) עזרא
- 11. Divrei ha-Yamim (Crônicas) דברי הימים